# Golf de la Gruyère
De Golf de la Gruyère is een golfbaan in Pont-la-Ville op de Zwitserse Hoogvlakte.

## Golfbaan
De golfbaan werd ontworpen door de Engelse golfbaanarchitect Jeremy Pern. Hij ligt gedeeltelijk langs het Meer van Gruyère. De baan heeft 18 holes en een par van 68.  Vanaf de baan en het terras van het clubhuis heeft men mooi uitzicht op het meer en de Freiburger Vooralpen. Er wordt les gegeven door een Franse pro, Jean-Yan Dusson, winnaar van onder meer vijf toernooien van de Swiss PGA Tour.

## Resort
De golfbaan wordt vanaf eind 2012 uitgebreid tot een resort, wat voor Zwitserland nieuw is. Er komt een wellness centrum, een vijfsterrenhotel en er zullen appartementen en huizen komen. Het zal mogelijk blijven in het clubhuis de traditionele raclette en kaasfondue te eten.

## Ligging
De golfbaan ligt op een gemiddelde hoogte van ruim 700 meter. Hij ligt aan de oostkant van het meer terwijl de autoweg van Bern naar Lausanne aan de westkant van het meer loopt. Bezoekers moeten dus om het meer heenrijden, en daarvoor de afslag van Bulle of Rossens nemen.